# برج مهماندوست
برج مهماندوست (در زبان محلی: برج معصوم‌زاده) مربوط به دوره سلجوقیان است و در جنوب روستای مهماندوست در شهرستان دامغان و مغرب مایل به شمال امام‌آباد قرارگرفته‌است. در قسمت جنوبی این برج تپه باستانی مهماندوست و در سمت شرقی آن قبرستان روستاهای مهماندوست واقع شده‌است. برج مهماندوست شبیه برج طغرل شهر ری می‌باشد که قسمتی از ساختمان آن برخ خراب شده ولی قسمت باقی‌مانده قدمت آن را تأیید می‌نماید.
این اثر در تاریخ ۱۲ اسفند ۱۳۱۵ با شمارهٔ ثبت ۲۷۷ به‌عنوان یکی از آثار ملی ایران به ثبت رسیده است.

## معماری
دور دایره آن از خارج ۳۴ ذرع و قطر آن از داخل ۷٫۲۰ متر است. این برج دوازده ترک دارد که یکی از ترک‌ها مدخل است و عرض هر ترکی ۱٫۲۳ متر و بعد از ده ذرع و نیم ارتفاع سه فقره مقرنس از آجر به وضع‌های بسیار خوب انیق ساخته شده و پس از آن کتیبه‌ای قرار دارد به عرض ۳ چهاریک به خط کوفی و بالای آن کتیبهٔ دیگری است به خط بنائی و از آن به بعد گنبد مخروطی شروع می‌شود، اما گنبد آن خراب و آنچه باقی است به ارتفاع ۱۴ ذرع می‌باشد. در برج رو به جنوب و یک قبر آجری در وسط و دو قبر دیگر سنگ‌چین در داخل برج دیده می‌شود.
اهمیت این بنا به دلیل داشتن طاقنما و قطار مقرنس آجرکاری است.
گویند این برج مزار امامزاده قاسم از اولاد موسی بن جعفر می‌باشدمدرک ولی ساختمان آن به مقبره شباهت ندارد.

## پیشینه
این برج با نام برج معصوم‌زاده نیز شناخته می‌شود. گنبد اصلی آن فرو ریخته‌ است و بر پایه نوشته‌های سنگ نبشته آن به خط کوفی تاریخ این برج به سال ۴۹۰ قمری و در دوره سلجوقیان است.
این بنا با شمارهٔ ثبت ۲۷۷ به‌عنوان یکی از آثار ملی ایران به ثبت رسیده‌ است.

## نگارخانه

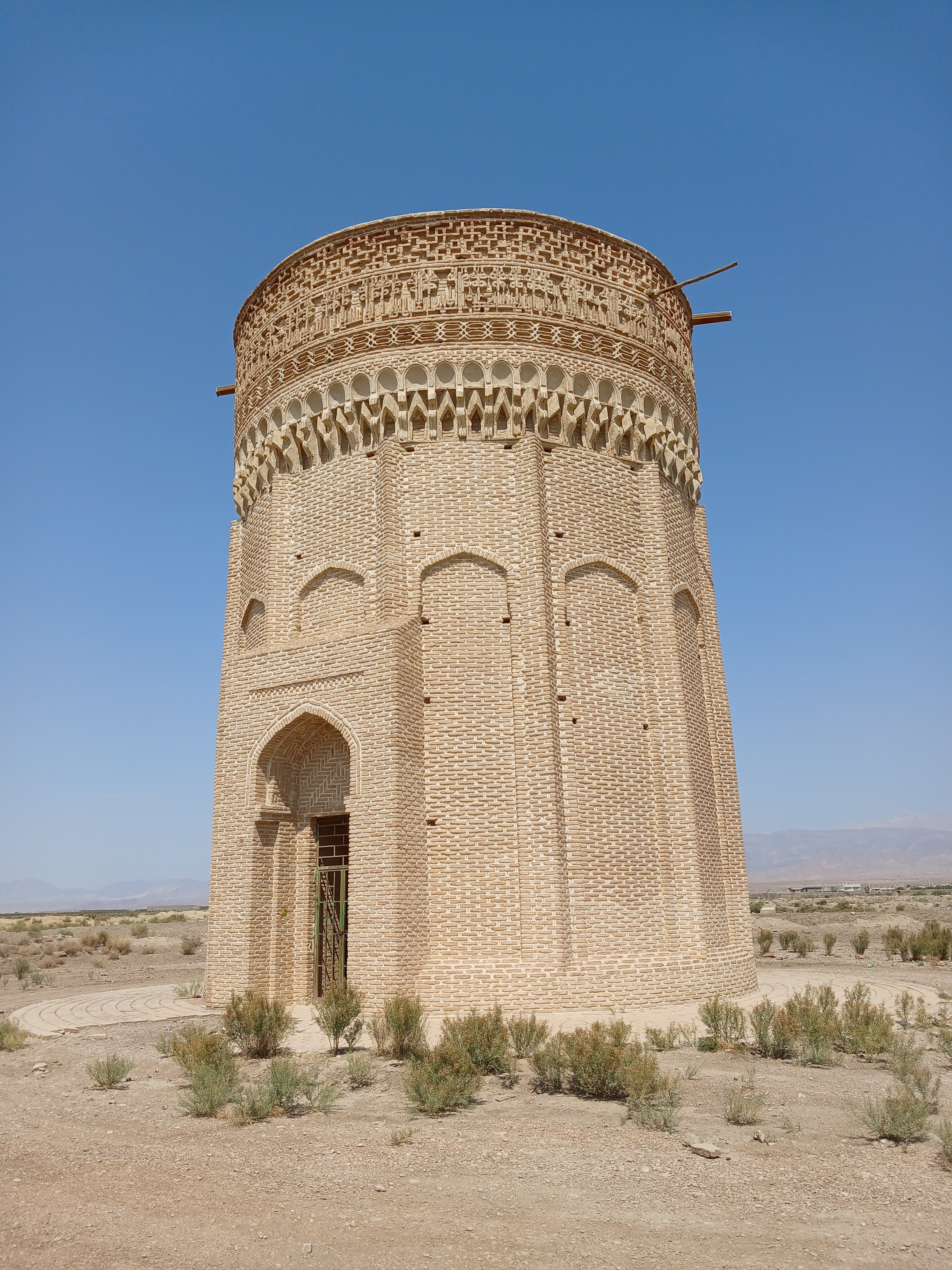
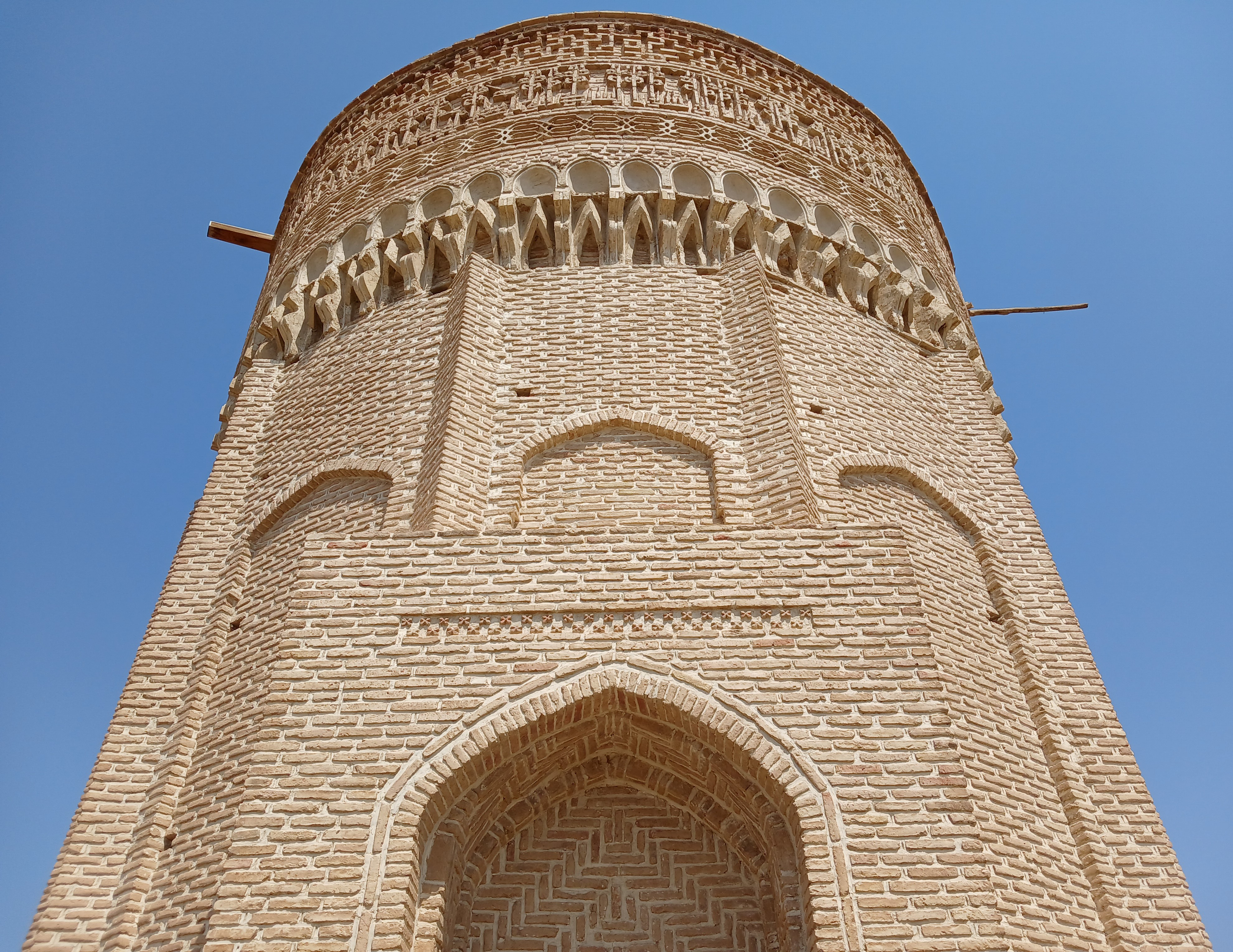
ورودی برج
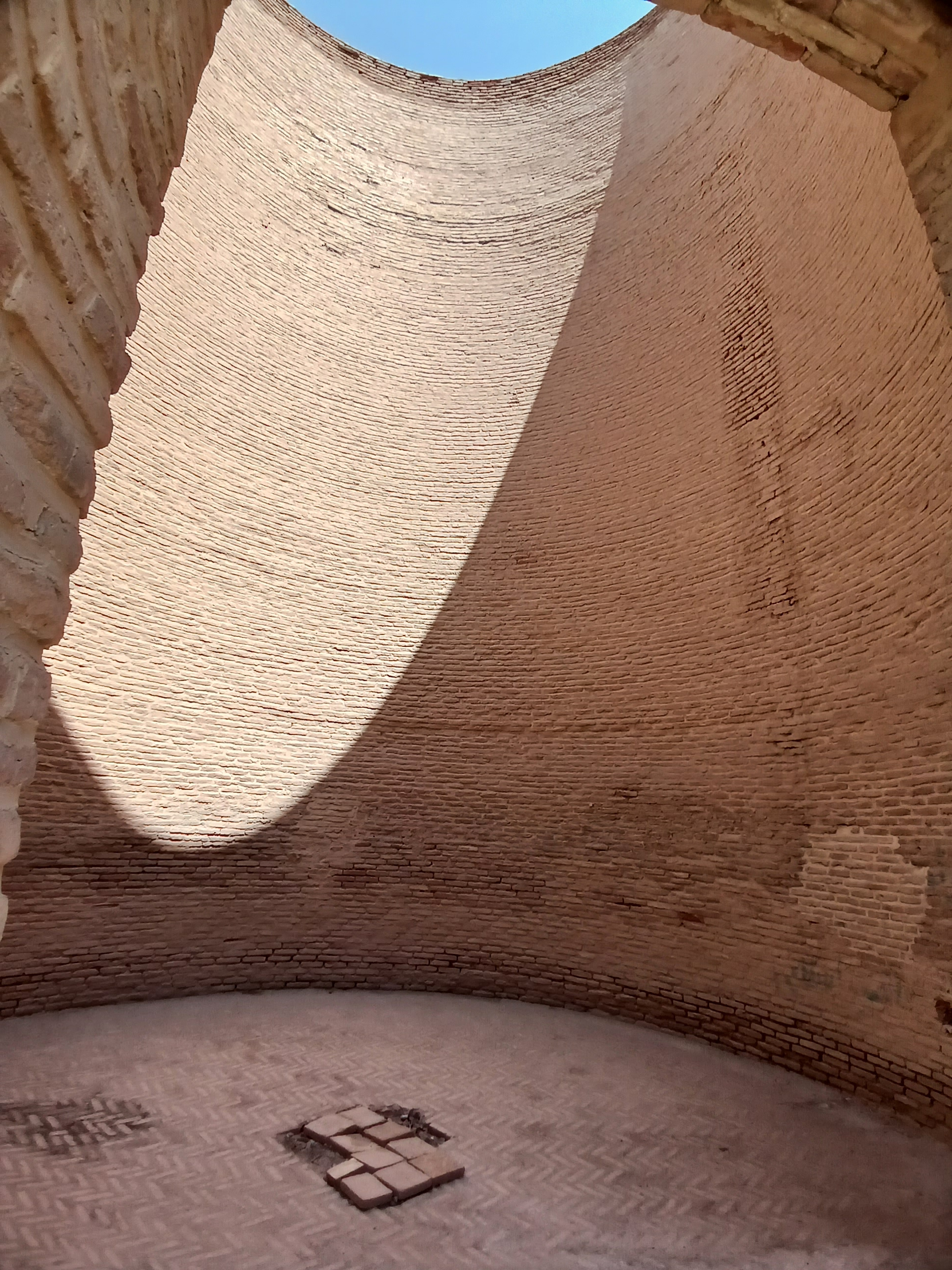
درون برج
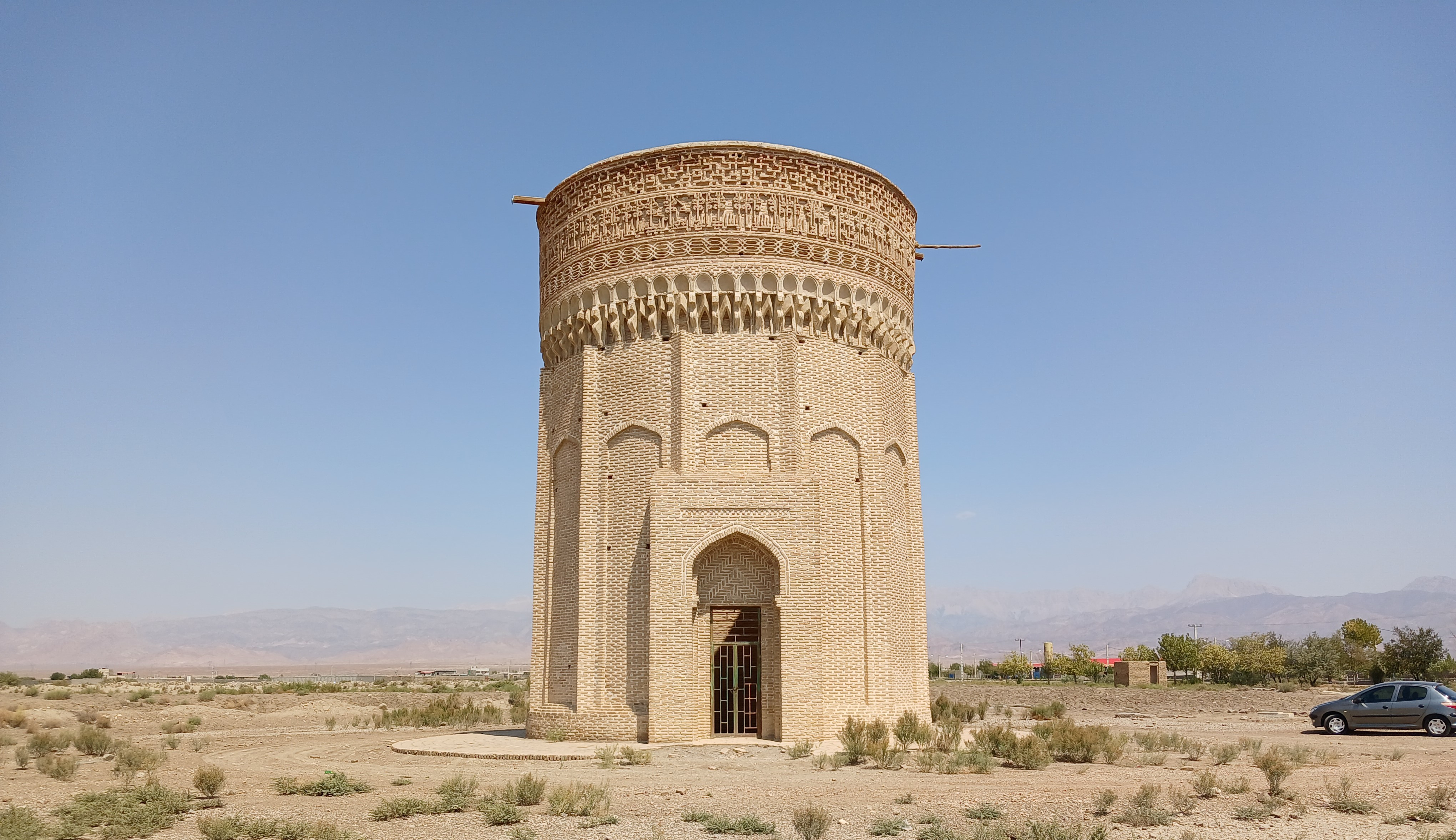